# فتيات الكابل
فتيات الكابل (بالإسبانية: Las chicas del cable) مسلسل دراما تاريخية إسباني. من إعداد رامون كامبوس، وخيما أر. نيرا. وبطولة بلانكا سواريز، ناديا دي سانتنياغو، آنا فيرنانديز، وماغي سيفانتوس. توفرت حلقات الموسم الأول للعرض حسب الطلب على نتفليكس حول العالم في 28 أبريل، 2017.

## قصة المسلسل
تدور أحداث المسلسل في 1928، في شركة اتصالات تبدأ عملها في مدريد. ويُتابع قصة أربعة فتيات يبدأن العمل في الشركة.

## وصلات خارجية
- الموقع الرسمي
- فتيات الكابل على موقع IMDb (الإنجليزية)
- فتيات الكابل على موقع روتن توميتوز (الإنجليزية)
- فتيات الكابل على موقع نتفليكس (الإنجليزية)
- فتيات الكابل على موقع فيلمافينيتي (الإسبانية)
- فتيات الكابل على موقع كينوبويسك (الروسية)
- فتيات الكابل على موقع ألو سيني (الفرنسية)
- فتيات الكابل على موقع قاعدة بيانات الفيلم (الإنجليزية)